# 梁赞
梁赞（羅馬化：Ryazan）位于俄罗斯中部联邦管区奥卡河畔，是梁赞州的行政中心。拔都攻擊俄羅斯第一地方就是這裡。

## 自然地理特征

### 地理位置
首府梁赞市坐落于东欧平原中部，位于奥卡河与伏尔加河河间地带，在梁赞州的西部（北纬54°N东经39°E）。
总面积为224平方公里。其大部位于奥卡河右侧高岸。奥卡河左岸为占地28平方千米的索洛查疗养区，据梁赞市12公里。
海拔最高点为十月革命五十周年广场，最低点位于索洛查的奥卡河沿岸滩涂。地理中心点为加加林路和切尔诺夫策路交口。
距莫斯科市中心约202千米，距旧梁赞约50千米。梁赞市是离首都较近（排在特维尔、卡卢加、图拉、弗拉基米尔之后）的大型城市，形成了梁赞-莫斯科沟通线路。
在中央联邦区中人口数量排行第四，排在莫斯科、沃罗涅日、雅罗斯拉夫尔之后。

### 时区
梁赞使用莫斯科时间（MSK）协调世界时代码为UTC+3。根据其地理经度和地方时，梁赞太阳正午平均出现在12：21.

### 气候
温带大陆性气候，1980-2010年平均降水量约为580mm，其中四月到十月约占67.2％（390mm）。
夏季温暖，阴暗处可达近40°C的高温。冬季较为温和，但个别年份夜间温度曾跌至-40°C以下。这些气候异常情况可能是阻塞反气旋所致，这会使其中的气团温度迅速上升或下降（取决于季节）。
强风少，多为西风或西南风。

## 友好城市
- 德国明斯特
- 保加利亚洛维奇
- 中国徐州
- 法國布雷敘爾
- 開城
- 塞爾維亞克魯舍瓦茨
- 保加利亚洛維奇
- 新阿豐
- 奧米什
- 波蘭馬佐夫舍地區奧斯特魯夫

## 名人
- 伊万·巴甫洛夫：心理学家，条件反射学说的创立者
- 康斯坦丁·齐奥尔科夫斯基：火箭的发明者之一
- 谢尔盖·叶赛宁：诗人
- 安德雷·马尔可夫：数学家，马尔可夫链创立者